# Andy Bathgate
Andrew James „Andy“ Bathgate (* 28. August 1932 in Winnipeg, Manitoba; † 26. Februar 2016 in Brampton, Ontario) war ein kanadischer Eishockeyspieler, der von 1952 bis 1971 für die New York Rangers, Toronto Maple Leafs, Detroit Red Wings und Pittsburgh Penguins in der National Hockey League spielte.

## Karriere
Schon ein Jahr, bevor seine Karriere in der National Hockey League begann, wäre sie beinahe zu Ende gewesen. Er verletzte sich in seinem Jugendteam in Guelph am Knie und bekam eine Stahlplatte eingesetzt. Mit den Guelph Biltmores gewann er 1952 den Memorial Cup. Mit ihm standen weitere zukünftige NHL-Größen wie Harry Howell und Dean Prentice im Kader der Biltmores.
Trotz stetiger Beschwerden im Knie wurde Bathgate einer der besten Scorer der NHL. Sein Debüt in der NHL gab er bei den New York Rangers in der Saison 1952/53. Er überzeugte läuferisch, spielerisch und durch seinen guten Schuss. Die Rangers waren in dieser Zeit jedoch ein schwaches Team.
Im Laufe der Saison 1963/64 wurde er gemeinsam mit Don McKenney im Tausch für Dick Duff, Bob Nevin, Bill Collins, Rod Seiling und Arnie Brown an die Toronto Maple Leafs abgegeben. In dieser Saison gewann er mit den Maple Leafs den Stanley Cup. Obwohl er meist durch seine Treffsicherheit glänzte, sorgte ein Fehlschuss von ihm für besonderes Aufsehen. Am 1. November 1959 traf er Montreals Jacques Plante im Gesicht. Nach einer Behandlungspause kehrte Plante als erster Torwart mit Gesichtsmaske ins Spiel zurück. Gemeinsam mit Billy Harris und Gary Jarrett wechselte er im Tausch für Marcel Pronovost, Eddie Joyal, Autry Erickson, Larry Jeffrey und Lowell MacDonald zu den Detroit Red Wings.
In der World Hockey Association übernahm Bathgate als Trainer die Vancouver Blazers 1973 für eine Saison.
1978 wurde er mit der Aufnahme in die Hockey Hall of Fame geehrt.

## Sportliche Erfolge
- Memorial Cup: 1952
- Stanley Cup: 1964

### Persönliche Auszeichnungen
- First All-Star Team: 1959 und 1962
- Second All-Star Team: 1958 und 1963
- Hart Memorial Trophy: 1959